# Colonia Capilla de Rayo
Colonia Capilla de Rayo är en ort i Mexiko. Den ligger i kommunen Ayutla och delstaten Jalisco, i den centrala delen av landet, 500 km väster om huvudstaden Mexico City. Colonia Capilla de Rayo ligger 1 459 meter över havet och antalet invånare är 323.
Terrängen runt Colonia Capilla de Rayo är kuperad åt nordväst, men åt sydost är den platt. Runt Colonia Capilla de Rayo är det ganska glesbefolkat, med 29 invånare per kvadratkilometer. Närmaste större samhälle är Ayutla, 2,1 km söder om Colonia Capilla de Rayo. I omgivningarna runt Colonia Capilla de Rayo växer huvudsakligen savannskog.